# Apple A10
Apple A10 Fusion — 64-бітна система на кристалі розроблена Apple Inc. Вона вперше з'явилася в iPhone 7 і 7 Plus, які були презентовані 7 вересня 2016.

## Опис
Apple A10 Fusion є першим чотириядерним процесором SoC виробництва Apple, що складається з двох ядер високої продуктивності для виконання вибагливих завдань, таких як ігри, поряд з двома вельми енергоефективним ядрами для звичайних завдань в конфігурації, аналогічній до технології big.LITTLE. Apple, стверджує, що у Apple A10 Fusion на 40 % продуктивніший процесор і на 50 % продуктивніший графічний процесор в порівнянні зі своїм попередником Apple A9.
Apple A10 Fusion виробляється компанією TSMC на процесі 16 нм FinFET і має площу близько 125 мм2. Ця система поміщена в нову оболонку InFO, яка зменшує висоту процесора. У тій же оболонці є чотири чипи Samsung LPDDR4 інтегрують 2 Гб оперативної пам'яті в iPhone 7 і 3 ГБ в iPhone 7 Plus.

## Використання
Пристрої, що використовують систему на кристалі Apple A10 Fusion:
- iPhone 7 і 7 Plus — з вересня 2016.